# Mari greci
Mari greci (en: Great Greeks; greacă: Μεγάλοι Έλληνες) este o emisiune produsă și difuzată în anul 2009 de televiziunea greacă Skai TV, și bazată pe formatul show-ului britanic 100 Greatest Britons. Programul prezintă biografiile celor mai influenți artiști, filosofi ori lideri politici greci, având ca țel alegerea prin vot a celui mai mare grec din toate timpurile.
Formatul emisiunii a fost alcătuit din trei părți. Prima parte a reprezentat alegerea prin vot a celor mai proeminente 100 de personalități. Votarea a început în 16 aprilie 2008 și s-a finalizat pe 7 mai 2008. A doua parte a constat în câteva episoade de două ore, care au prezentat cele 100 de personalități și au dezvăluit cei 10 finaliști ai clasamentului. Un nou vot a început pe 23 februarie 2009, publicul trebuind să voteze de data aceasta cel mai important grec dintre cei 10. O serie de 10 episoade a expus, la final, biografiile ample ale celor aleși.

## Rezultate

### Top 10
| Loc | Nume                | Nume                                    | Ocupație |
| --- | ------------------- | --------------------------------------- | --- |
| 1   | Alexandru cel Mare  | Alexandru cel Mare (356 î.Hr.–323 î.Hr) | Rege al Macedoniei Antice. Unul dintre primii mari strategi și conducători militari din istorie. A extins cultura grecească în Africa de Nord, Orientul Mijlociu și India.                                                      |
| 2   |                     | George Papanikolaou (1883–1962)         | Medic. Pionier al citologiei și al detecției cancerului, cunoscut ca inventator al testului care îi poartă numele. Îmbunătățește, de asemena, un test pentru detectarea cancerului la stomac.                                   |
| 3   |                     | Theodoros Kolokotronis (1770–1843)      | General. Admirat pentru conducerea la victorie a trupelor sale în Războiul de Independență al Greciei. |
| 4   |                     | Konstantinos Karamanlis (1907–1998)     | Politician. Președinte al Greciei (1980–1985) (1990–1995) și Prim-ministru (1955–1958) (1958–1961) (1961–1963) (1974–1980). Admirat pentru că a făcut ca Grecia postbelică să revină la o formă de stat democratic parlamentar. |
| 5   |                     | Socrate (470?–399 î.Hr.)                | Filosof. Gânditorul metodei maieutice. Pionier ai filosofiei europene și una dintre cele mai influente minți din istorie. |
| 6   |                     | Aristotel (384?–322? î.Hr.)             | Fizician, filosof, matematician și astronom. A pus bazele științelor europene. Unul dintre cei mai influenți gânditori din istorie.                                                                                             |
| 7   |                     | Eleftherios Venizelos (1864–1936)       | Prim-ministru (1910–1915) (1917–1920) (1924) (1928–1932) (1932) (1933). Cel mai reales prim-ministru al țării. A introdus numeroase reforme constituționale și economice care au modernizat societatea greacă.                  |
| 8   |                     | Ioannis Kapodistrias (1776–1831)        | Președinte. Primul conducător al Greciei independente (1827–1831). |
| 9   |                     | Platon (427?–347 î.Hr.)                 | Filosof. Inițiatorul curentului filozofic numit Platonism. Fondatorul Academiei. Unul dintre cei mai influenți gânditori din istorie.                                                                                           |
| 10  |                     | Pericle (495?–429 î.Hr.)                | Politician și general ce a condus Atena pe vârfurile prosperității politice. A inițiat construirea Partenonului. |

### Lista completă
| - 1. Alexandru cel Mare (356 î.Hr.–323 î.Hr) - 2. Georgios Papanikolaou (1883–1962) - 3. Theodoros Kolokotronis (1770–1843) - 4. Konstantinos Karamanlis (1907–1998) - 5. Socrate (470 î.Hr?–399) - 6. Aristotel (384?–322?) - 7. Eleftherios Venizelos (1864–1936) - 8. Ioannis Kapodistrias (1776–1831) - 9. Platon (427?–347 î.Hr.) - 10. Pericle (495?–429) - 11. Mikis Theodorakis (1925–2021), compozitor. - 12. Constantin Carathéodory (1873–1950), matematician. - 13. Melina Mercouri (1920–1994), actriță și activistă. - 14. Andreas Papandreou (1919–1996), prim-ministru. - 15. Nikos Kazantzakis (1883–1957), romancier (Zorba Grecul, Ultima ispită a lui Hristos). - 16. Odysseas Elytis (1911–1996), poet. Premiul Nobel pentru literatură, 1979. - 17. Homer (secolul VIII î.Hr.), poet (Iliada, Odiseea). - 18. Manos Hadjidakis (1925–1994), compozitor. - 19. Leonidas (540 î.Hr–480 î.Hr.), general spartan. - 20. Hipocrat (460 î.Hr.–370 î.Hr.), medic (Jurământul lui Hippocrate). - 21. Pitagora (570 î.Hr.–495 î.Hr.), matematician. - 22. Konstantinos Kavafis (1863–1933), poet. - 23. Maria Callas (1923–1977), cântăreață de operă. - 24. Arhimede (287 î.Hr.?–212 î.Hr.), matematician, astronom și inventator. - 25. Aristotel Onassis (1906–1975), om de afaceri. - 26. Charilaos Trikoupis (1832–1896), prim-ministru. - 27. El Greco (1541–1614), pictor (Înmormântarea Contelui Orgaz). - 28. Constantin al XI-lea Paleologul (1405–1453), împărat bizantin. - 29. Giorgos Seferis (1900–1971), poet. Premiul Nobel pentru literatură, 1963. - 30. Rigas Velestinlis (1757–1798), scriitor. - 31. Aris Velouchiotis (1905–1945), jurnalist și politician. - 32. Ioannis Metaxas (1871–1941), președinte al Greciei. - 33. Nikos Galis (1957–), jucător de baschet. - 34. Georgios Karaiskakis (1780–1827), comandant militar. |  | - 35. Democrit (460 î.Hr.–370 î.Hr.), filosof (Teoria atomică). - 36. Georgios Gemistos Plethon (1355–1454), filosof. - 37. Dionysios Solomos (1798–1857), poet. A scris versurile imnului Greciei. - 38. Yannis Makriyannis (1797–1864), lider militar și politician. - 39. Adamantios Korais (1748–1833), scriitor. - 40. Yiannis Ritsos (1909–1990), poet. - 41. Temistocle (524 î.Hr.–459 î.Hr.), general. - 42. Heraclit (535 î.Hr–475 î.Hr), filosof. - 43. Tucidide (460?–400?), istoric (Istoria Războiului Peloponesiac). - 44. Euclid, matematician. - 45. Pavlos Melas (1870–1904), general. - 46. Christodoulos al Atenei (1939–2008), arhiepiscop. - 47. Athanasios Diakos (1788–1821), lider militar. - 48. Theodoros Zagorakis (1971–), fotbalist și politician. - 49. Dimitri Nanopoulos (1948–), fizician. - 50. Soldatul necunoscut, militari. - 51. Fidias (480 î.Hr.–430 î.Hr.), sculptor și arhitect (Statuia lui Zeus din Olympia). - 52. Aristofan (446 î.Hr.–386 î.Hr.), dramaturg (Norii). - 53. Kostis Palamas (1859–1943), poet. - 54. Cosma din Etolia (1714–1779), călugăr. - 55. Manolis Andronikos (1919–1992), arheolog. - 56. Sofocle (497BC–406BC), dramaturg (Oedip rege). - 57. Nikos Beloyannis (1915–1952), lider al rezistenței. - 58. Cornelius Castoriadis (1922–1997), filosof și economist. - 59. George Papandreou (1888–1968), prim-ministru. - 60. Nikolaos Margioris (1913–1993), filosof. - 61. Alexandros Panagoulis (1939–1976), politician și poet. - 62. Georgios Papadopoulos (1919–1999), dictator. - 63. Epicur (341 î.Hr.–270 î.Hr), filosof (Epicureism). - 64. Alexandros Papadiamantis (1851–1911), scriitor. - 65. Otto al Greciei (1815–1867), rege. - 66. Vangelis (1943–2022) (Evangelos Odysseas Papathanassiou), compozitor (Chariots of Fire, Conquest of Paradise). - 67. Solon (638–558 î.Hr.), politician, legislator și poet. A bus bazele democrației ateniene. |  | - 68. Clistene (secolul VI î.Hr.), nobil și arhonte atenian. - 69. Eschil (523 î.Hr.–456 î.Hr.), dramaturg (Orestia) - 70. Vasile al II-lea (958–1025), împărat bizantin. - 71. Constantin cel Mare (272–337), împărat. - 72. Ion Dragoumis (1878–1920), diplomat și scriitor. - 73. Costas Simitis (1936–), prim-ministru. - 74. Nikolaos Plastiras (1883–1953), prim-ministru. - 75. Dimitris Mitropoulos (1896–1960), compozitor și dirijor. - 76. Theodoros Angelopoulos (1935–2012) regizor de film. - 77. Nikos Xilouris (1936–1980), compozitor și cântăreț. - 78. Stelios Kazantzidis (1931–2001), cântăreț. - 79. Charilaos Florakis (1914–2005), politician. - 80. Euripide (480 î.Hr.–406 î.Hr), dramaturg (Bachantele, Ifigenia în Taurida). - 81. Karolos Koun (1908–1987), regizor de teatru. - 82. Iustinian I (482–565), împărat al Imperiului Bizantin. - 83. Lakis Lazopoulos (1956–), dramaturg. - 84. Herodot (484 î.Hr.-425 î.Hr.), istoric. - 85. Thanasis Veggos (1926–2011), actor, comedian. - 86. Helene Ahrweiler (1926–), profesor universitar. Prima femeie rector a Sorbonei. - 87. Katina Paxinou (1900–1973), actriță. - 88. Aliki Vougiouklaki (1934–1996), actriță. - 89. Markos Vamvakaris (1905–1972), cântăreț și compozitor. - 90. Grigoris Lambrakis (1912–1963), politician și atlet. - 91. Vassilis Tsitsanis (1915–1984), muzician. - 92. Pyrros Dimas (1971–), halterofil. - 93. Manos Loïzos (1937–1982), compozitor. - 94. Manolis Glezos (1922–2020), politician. - 95. Elena Mouzala, pianistă. - 96. Filip al II-lea al Macedoniei (382 î.Hr.–336 î.Hr.), rege. - 97. Dimitris Horn (1921–1998), actor. - 98. Laskarina Bouboulina (1771–1825), comandant naval grec, eroină națională. - 99. Thales din Milet (624î.Hr–546î.Hr), filosof, matematician și astronom. - 100. Praxiteles (secolul IV î.Hr.), sculptor (Hermes cu Dionis copil). |